# Forfone
Forfone es una aplicación VoIP gratuita que permite llamar y enviar mensajes de texto con imágenes y geolocalización. Una vez instalada la aplicación, sin tener que registrarse o subscribir un contrato, se puede comenzar a comunicar. Las llamadas telefónicas son posibles en todas las redes móviles y fijas en todo el mundo por medio de la red WiFi, LTE (Long term evolution – 4 G) o UMTS (3G).
Los usuarios estarán al alcance al 100 % gracias al envío de notificaciones push, en efecto gracias a estas, la aplicación forfone te permite de recibir las llamadas y los mensajes de texto sin necesidad de que esta esté en ejecución. Forfone es disponible para la versión sucesiva a la 4.0. de la plataforma Apple iOS y Android.

## Protección de datos
Expertos de seguridad del instituto independiente de investigación SBA Research (Austria), por medio de un estudio comparativo de diversas aplicaciones VoIP, han demostrado como existen masivos problemas de seguridad en diferentes aplicaciones de mensajería instantánea. De hecho se han apoderado de algunas cuentas de usurarios y han podido enviar mensajes de texto desde el servidor de algunas aplicaciones. Solo en Forfone y otras tres aplicaciones no fue posible apoderarse de cuentas de usuario, y por consiguiente fue imposible el envío o recepción de mensajes de un usuario.